# 조창 (조위)

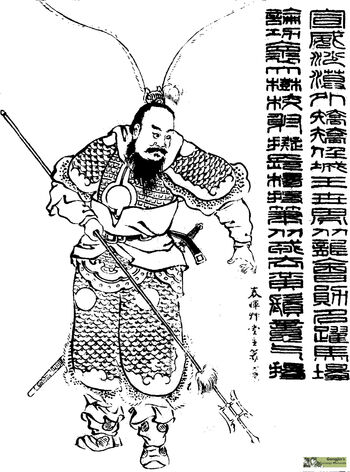

위 임성왕 조창(魏 任城王 曹彰, 189년~223년)은 후한 말의 무장이자 조위의 제후왕으로 자는 자문(子文)이다. 조조의 넷째 아들로, 무선황후의 소생 중에서 둘째이다. 수염이 금발이라서 사람들이 황수아(黃鬚兒)라 불렀는데, 힘이 장사이고 조조의 아들들 중에 무예가 유난히 뛰어났다.

## 생애
어려서 활쏘기와 수레 몰기를 잘 했고, 근력이 보통 사람을 넘었고, 손으로 맹수를 때려잡았다. 여러 차례 정벌을 좇았다. 조조는 이를 마땅치 않게 여기고, 《시경》과 《서경》을 읽게 했는데, 조창은 이를 좋아하지 않았다. 일찍이 조조가 아들들에게 좋아하는 것을 물었을 때, 조창은 장수가 되기를 좋아한다고 답했다. 태조가 다시 물었다. “장수가 되어서 어찌하겠느냐?” 조창이 답했다. “갑옷을 입고, 날카로운 무기를 들고, 어려움을 만나도 자신을 돌아보지 않고, 사졸들의 앞에 섭니다. 상은 반드시 행하고, 벌은 반드시 분명히 하겠습니다.” 조조는 크게 웃었다.
자라면서 조창도 수염이 나기 시작했는데 그 수염이 금빛이라 사람들은 조창을 황수아(黃鬚兒)라 불렀다.
건안 21년(216년), 언릉후에 봉해졌다. 건안 23년(218년) 4월, 대군과 상곡군의 오환 무신저 등이 모반했다. 조창은 북중랑장이 되었고 효기장군을 대행했다. 전예(田豫)와 함께 모반을 진압하면서 더욱 무명을 떨쳤는데, 선비족 대인 가비능(軻比能)은 그의 모습을 보고 자청해서 귀순해왔을 정도였다. 이 북방 정벌로 인해 조창은 의기양양했는데, 북방 평정의 보고를 위해 조조를 만나러 가는 조창에게 조비(曹丕)가 자만하지 말고 겸손하게 처신하라고 충고하여, 조조 앞에서 공로를 주변 장수들에게 돌리게 되며, 조조는 그의 겸손한 모습에 매우 기뻐했다. 《위략》에 따르면 조조가 한중에서 유비(劉備)와 싸울 때, 유봉(劉封)으로 싸움을 돋우게 했다. 조조는 유봉을 매도하고 조창을 불러들였는데, 조창이 장안(長安)에 왔을 때 이미 조조는 한중에서 귀환하였다. 조조는 그를 월기장군에 임명하여 장안에 두었는데, 조조는 낙양에서 병에 걸리게 되어 조창이 도착하기도 전에 죽게 된다. 《위략》에 따르면 이때 아우 조식(曹植)에게 조조의 뒤를 이어 설 것을 암시했으나 조식은 받아들이지 않았다. 이어 조비가 왕위에 오르면서 조창은 수도를 떠나 자신의 영지로 가게 된다.
조비가 황제가 된 후로 그의 북벌에 대한 공적이 인정받아 5천호에 가까운 식읍을 받아 1만호에 이르렀고 해가 지나가면서 작위는 공(公)에서 왕(王)으로 올랐다. 다음 해 그가 수도에 와서 문제(文帝) 조비를 알현한 이후 병에 걸렸으며, 수도 관저에서 죽었다. 그의 장례에 조비는 천자용 수레, 용 깃발, 근위병 백 명을 하사하였다. 《세설신어》에서는 조비가 조창을 독살했다고 기술했다.

## 친척 관계
- 조조 (아버지)
- 변씨 (어머니)
  - 조비 (형)
  - 조창
    - 조해(曹楷)

  - 조식 (아우)
  - 조웅 (아우)

## 같이 보기
- 삼국지 인물 목록
- 진수 (서진)
- 나관중
- 배송지
- 사마광